# Sarascelis luteipes
Espèce
Sarascelis luteipes est une espèce d'araignées aranéomorphes de la famille des Palpimanidae.

## Distribution
Cette espèce se rencontre au Congo-Kinshasa et à São Tomé.

## Description
La femelle holotype mesure 7 mm.

## Publication originale
- Simon, 1887 : Études arachnologiques. 19e Mémoire. XXVII. Arachnides recueillis à Assinie (Afrique occidentale) par MM. Chaper et Alluaud. Annales de la Société Entomologique de France, sér. 6, vol. 7, p. 261-276 (texte intégral).